# Богуш, Игорь Петрович
Игорь Петрович Богуш — разработчик ракет на основе прямоточных двигателей, ядерных космических энергетических установок, тепловых труб, оборудования для АЭС. Лауреат Государственной премии СССР 1989 г.
Родился 24.07.1931 в Могилёве. Окончил МВТУ им. Н. Э. Баумана (1954).
Работал в организации, которая последовательно называлась п/я 3661, ОКБ-670, МКБ «Красная Звезда», НПО «Красная Звезда», ГП «Красная Звезда», ФГУП «Красная Звезда», в должностях от конструктора до начальника конструкторского отдела.
Разработчик ракет на основе прямоточных двигателей, ядерных космических энергетических установок, тепловых труб, оборудования для АЭС.
Кандидат технических наук (1979).
Лауреат Государственной премии СССР (1989) - за работы по созданию термоэмиссионной ЯЭУ «Топаз». Заслуженный конструктор Российской Федерации (1999). Награждён орденом «Знак Почёта» (1976).